# Na hraně zítřka
Na hraně zítřka (v originále Edge of Tomorrow) je akční sci-fi film z roku 2014 natočený podle
japonské light novely All You Need Is Kill Hirošiho Sakuzaraky. Režíroval jej Doug Liman. V hlavních rolích se zde představili Tom Cruise, Emily Bluntová, Bill Paxton a Brendan Gleeson.

## Děj
Příběh se odehrává v blízké budoucnosti roku 2020.

### Začátek
Noviny ohlašují dopady zvláštního typu meteoritů poblíž Hamburku v Německu, ze kterých se vynořuje zvláštní agresivní forma mimozemského života, Mimikové – hmyzoidní, bionická rasa, strukturou připomínající lva a disponující vyspělou vojenskou technikou. Po 5 letech jejich masivního útoku se lidstvu konečně podaří bitvu vyhrát u města Verdun za pomoci nové vojenské technologie, která má podobu humanoidního exoskeletu se zabudovanými zbraněmi velkých kalibrů. Jeho první nositelkou je členka speciálních jednotek Rita Vrataská (verdunský anděl/kovová mrcha; Emily Bluntová), která s touto technikou a s téměř nulovým výcvikem zneškodnila v této bitvě stovky mimiků. Za týden má proběhnout invaze spojených vojenských sil lidstva United Defense Force (UDF) na pobřeží Francie, jež je vetřelci okupována stejně jako zbytek kontinentální Evropy. Výsadky jednotek z Londýna mají proběhnout za týden.

### Hlavní děj
Major Will Cage (Tom Cruise), který má na starosti komunikaci s médii, je povolán do Londýna ke generálu spojeneckých sil Brighamovi (Brendan Gleeson) a pověřen pokrytím plánované invaze v první linii. Poté, co se Cage vzpírá a snaží se generálovi nasazení na frontu vymluvit, protože nemá žádné bojové zkušenosti, pokouší se také generála vydírat. Nakonec se pokusí utéct, je ale chycen a zatímco je omráčen ochrankou, degradován na vojína a odeslán na základnu.
Probouzí se na vojenské základně Heathrow, kde se seznamuje s vrchním seržantem Farellem (Bill Paxton). Ten už je informován, že Cage je zběh a že se chce vyhnout boji. Po marné snaze dostat se k telefonu je nakonec odveden mezi vojáky čety “J“. Před invazí je Cage navlečen do exoskeletu (Vojín Grif Cageovi neřekne, kde je pojistka ke zbraním) a po trapném útěku je naložen s ostatními do bojového čtyřrotorového vrtulníku. Ráno doráží armáda k pobřeží Francie. Těsně před přistáním je Cageova loď zasažena do rotoru (ukáže se, že vetřelci o invazi věděli předem). Posádka stihne vyskočit před výbuchem. Cage dopadne na pláž a po několika útrapách se střetne tří v tvář samotné Ritě Vrataské, která je ale po chvíli zastřelena. Cage nakonec zbraň odjistí, ale následně přesto umírá, ještě před tím granátem zneškodní podivně vypadajícího namodralého Mimika (Alfu) a dostane se do kontaktu s jeho krví. Překvapivě se probouzí opět předchozího dne v okamžiku svého příjezdu na základnu Heathrow, je opět odveden k své jednotce a v bojovém vrtulníku odeslán na frontu, kde opět umírá. Zjišťuje, že se v okamžiku své smrti dostává stále znovu a znovu do časové smyčky a probouzí se ve stejném okamžiku na základně. V jedné časové smyčce osloví během boje Ritu, která mu řekne: „Až se vzbudíš, najdi mě“. V další časové smyčce pak skutečně Ritu ještě na základně osloví a všechno se jí snaží vysvětlit. Ta mu poté řekne, že do stejné situace se dostala po kontaktu s krví Alfy i ona při bitvě o Verdun. Spolu s dr. Carterem, částicovým fyzikem, mikrobiologem a bývalým analytikem britské vlády Cageovi vysvětlí, že nesmí mimozemšťany vnímat jako vojsko, ale jako jeden organizmus. Ty nejběžnější „Bety“ fungují jako pařáty „Alfy“, jako ta, kterou zabil, je vzácná a je nervovou soustavou. Mozkem organizmu je „Omega“. Když je Alfa v boji zabita, Omega vrátí čas. Cageovi se při likvidaci Alfy omylem dostala do krve její krev, čímž získal alfinu schopnost (zemře, Omega restartuje den a on to vnímá). Časem se mu podle Cartera budou zjevovat vize toho, kde se Omega nachází a že toho lze dosáhnout přístrojem, jenž si musí vpíchnout do těla.
Cage spolu s Ritou využívají neustále se opakující časové smyčky a neustále krůček po krůčku zdokonalují Cage v boji a střelbě. Vize se mu počase zjeví, a z nich zjistí že Omega se nachází v přehradní hrázi v Německých horách. Teď se musí ještě dostat z bojiště na nedaleký opuštěný zábavní park. Nakonec se konečně z pláže dostanou. Autem dojedou až k malému domu, kde se náhodou nachází vrtulník s plnou nádrží paliva. Cage z počátku Ritu přesvědčuje, aby jen přelili benzín do auta a jeli dál a aby ve staré chatce přespali. Najde i kávu. Když ji ale Ritě nabídne, ta se překvapí, že ví kolik cukru si do kávy dává. Pozná, že už zde byli. Naštvaně mu vezme klíče a odejde k vrtulníku, že prý mrhá jejich časem. Cage jí řekne, že 10 metrů od vrtulníku je Mimik a že ať udělá cokoliv, ona zemře. Jestli zabije Omegu, ona bude mrtvá. Rita stejně nasedne, ale umírají oba. V další časové smyčce je Cage plně vycvičen, a ze silných citů k Ritě se rozhodne, že ji tentokrát nebude "obtěžovat". Jako již dokonalý zabiják se vrhá do bitvy, dostává se z pláže a letí do Německa do hor k oné přehradě. Všechny vize ale byly pouze léčkou, navíc když se chce nechat zabít Alfou, nesoustřeďuje se na něj ale pouze na jeho krev. Vetřelci očividně chtějí svoji schopnost zpět. Pro spuštění pravé vize je třeba onoho roztoku, který má generál v trezoru. Vkradou se do budovy a do generálovy kanceláře. Ten jim zpočátku jejich vyprávění nevěří, ale po Cageovém působivém předpovídání budoucna jim nakonec roztok předá. Venku je však čeká ozbrojená armáda. V další smyčce si během útěku Cage zařízení vpíchne do nohy a uvidí Omegu v Louvre v Paříži. Jsou ale chyceni, Cage je zraněn, je mu podána cizí krev a tím ztratí schopnost ovládání časové smyčky. Oběma se ale podaří utéct a přesvědčit členy čety "J" (vojíny Skinnera, Grifa, Kimmela, Forda a Nance), aby s nimi letěli do Francie a zlikvidovali nepřítele. Jejich loď je ale před Louvrem sestřelena a Nance, Xortz a Kimmel umírají. Všichni jsou téměř bez munice a Grif má zraněnou nohu. Cage má nápad, že loď nemusí letět, aby je k Louvru dopravila. Stačí, aby ji motory k cíli dotáhly. Skinner a Grif zůstávají, aby mimiky zdrželi. Ford je při útoku na pyramidu zastřelen a zůstanou pouze Cage s Ritou. Cage se rozhodne nepřítele zadržet. Dostanou se do podzemního parkoviště a rozdělí se. Rita odláká Alfu a Cage jde zničit Omegu. Cagovi se podaří odjistit granáty, umírá spolu s Omegou a Alfou, která Cage i Ritu pronásledovala. Omega krev však vnikne do Cageova těla a ten se probudí znovu, tentokrát v den jeho příletu do Londýna. Generál ve vysílání oznamuje, že z Francie vyrazila impulzní vlna a že v jejím důsledku zanikla schopnost Mimiků bojovat. Cage jde na základnu, navštíví Ritu, ta ale znova neví, kdo je. Cage se zasměje a film končí.

## Obsazení
| Tom Cruise         | Wiliam Cage    |
| Emily Bluntová     | Rita Vrataská  |
| Brendan Gleeson    | generál        |
| Bill Paxton        | seržant Farell |
| Jonas Armstrong    | Skinner        |
| Tony Way           | Kimmel         |
| Kick Gurry         | Grif           |
| Franz Dramer       | Ford           |
| Charlotte Rileyová | Nance          |
| Noah Taylor        | dr. Carter     |

## Externí recenze
Recenze na webu Filmonie.cz